# Черников, Сергей Васильевич
Сергей Васильевич Черников (6 октября 1891, Москва — 1 марта 1955, там же) — советский военный деятель, Генерал-майор (1943 год).

## Начальная биография
Родился 6 октября 1891 года в Москве.
В октябре 1914 года был призван в ряды царской армии и направлен рядовым в 7-й запасной кавалерийский полк, дислоцированный в Тамбове. В декабре того же года был направлен на учёбу в Чугуевское пехотное училище, после окончания которого в 1915 году направлен в 66-й пехотный полк (17-й пехотной дивизии на Северо-Западный фронт), где служил на должностях младшего офицера роты и командира роты.
В марте 1917 года в звании штабс-капитана был назначен на должность обер-офицера для поручений при штабе 123-й пехотной дивизии (Кавказский фронт).
В феврале 1918 года был призван в ряды РККА, после чего был назначен исполняющим должность начальника штаба 1-й Саратовской пехотной дивизии, затем — на должность командира батальона связи этой же дивизии, а в октябре того же года — на должность начальника связи штаба 4-й армии (Южная группа войск, Восточный фронт). Принимал участие в боевых действиях против войск под командованием адмирала А. В. Колчака.
В сентябре 1919 года был направлен на учёбу в Военную академию РККА, после окончания которой с октября 1922 года служил на должностях командира роты и батальона в составе 52-го стрелкового полка 18-й стрелковой дивизии (Московский военный округ).

## Межвоенное время
В октябре 1923 года назначен на должность командира батальона и помощника командира 144-го стрелкового полка 48-й стрелковой дивизии, в ноябре 1924 года — помощником начальника отделения 1-го отдела Организационно-мобилизационного управления Штаба РККА, в сентябре 1925 года — помощником инспектора войсковой подготовки, в марте 1926 года — начальником оперативной части штаба 2-го стрелкового корпуса, а в октябре 1928 года — командиром 33-го стрелкового полка 13-й стрелковой дивизии (Северокавказский военный округ).
С февраля 1933 года служил на должности преподавателя Военно-инженерной академии РККА, с января 1937 года — преподавателя кафедры общей тактики Военной академии имени М. В. Фрунзе.

## Великая Отечественная война
С началом войны находился на прежней должности. В январе 1942 года был назначен на должность командира 54-й отдельной стрелковой бригады, принимавшей участие в Торопецко-Холмской наступательной операции. В мае был назначен на должность заместителя начальника штаба, в августе — начальника оперативного отдела штаба 3-й ударной армии, в октябре — на должность заместителя командира 21-го гвардейского стрелкового корпуса, после чего принимал участие в ходе Великолукской и Невельской наступательных операций.
После окончания ускоренного курса при Высшей военной академии имени К. Е. Ворошилова в феврале 1944 года был назначен на должность командира 51-й гвардейской стрелковой дивизии, отличившейся в ходе прорыва Витебского укреплённого района и освобождении Витебска, за что ей было присвоено почётное наименование «Витебская». Во время Полоцкой наступательной операции дивизия успешно форсировала реку Западная Двина, на которой заняла плацдарм, после чего принимала участие в освобождении Полоцка. За умелое руководство частями дивизии в ходе этой операции С. В. Черников был награждён орденом Суворова 2-й степени.
В августе 1944 был назначен на должность командира 22-го гвардейского стрелкового корпуса, принимавшего участие в ходе Рижской наступательной операции. В сентябре корпус, прорвав оборону противника юго-восточнее Риги, продвинулся в глубину до 40 километров, штурмом взял город Бауска. Вскоре корпус участвовал в ходе Мемельской наступательной операции, а затем в блокаде группы армий «Север», 26 января 1945 переформированной в группу армий «Курляндия».

## Послевоенная карьера
С июня 1945 года находился на прежней должности в составе Прибалтийского военного округа, в январе 1946 года был назначен на должность старшего преподавателя Высшей военной академии имени К. Е. Ворошилова.
В мае 1950 года вышел в отставку.
Умер 1 марта 1955 года в Москве. Похоронен на Введенском кладбище (25 уч.).

## Награды
- Орден Ленина;
- Три ордена Красного Знамени;
- Орден Суворова 2 степени;
- Медали.